# Jona Senilagakali
Jona Baravilala Senilagakali (* 8. November 1929 in Waciwaci, Lakeba; † 26. Oktober 2011) war ein fidschianischer Arzt, Politiker und Diplomat.

## Leben
Senilagakali besuchte die Lau Provincial School und zog später nach Viti Levu, um dort zur Schule zu gehen. Nachdem er im Anschluss von 1945 bis 1950 die Queen Victoria School in Tailevu besucht hatte, begann er ein Medizinstudium an der Fiji School of Medicine. Vier Jahre später graduierte er als Doktor der Medizin sowie als Chirurg.
Senilagakali arbeitete nun von 1954 bis 1963 in verschiedenen Krankenhäusern. 1964 verließ er Fidschi, um sich in Melbourne und am Vellore Christian Medical College Hospital in Indien in Orthopädischer Chirurgie weiterzubilden. 1968 kehrte er nach Fidschi zurück und wurde am Labasa Hospital tätig. Zwei Jahre später wechselte er an die Fiji School of Medicine, um dort als Lecturer zu arbeiten.
In der zweiten Hälfte der 1970er Jahre begann sich Senilagakali politisch, vor allem in Gesundheitsfragen, zu engagieren. 1981 wurde er Botschaftsrat an der Botschaft von Fidschi in Tokio. 1983 wurde er Generalkonsul in Los Angeles. Im Anschluss vertrat er Fidschi im Pacific Islands Forum. Im Jahr 1986 wurde er permanent secretary im Prime Minister's Office. 1988 ging Senilagakali in den Ruhestand. 
Nach dem Putsch des Militärs am 5. Dezember 2006 wurde Senilagakali übergangsweise als Ministerpräsident eingesetzt. Er blieb bis zum 5. Januar 2007 im Amt. Sein Nachfolger wurde Frank Bainimarama. 
Daneben fungierte Senilagakali von 2005 bis 2007 als Präsident der Fiji Medical Association. Dieses Amt hatte er bereits von 1970 bis 1974 inne.
Des Weiteren war er ein aktives Mitglied der Methodist Church of Fiji and Rotuma. So betätigte er sich als Laienprediger und war chief steward der Yarawa Methodist Church. 1990 übersetzte er die Verfassung seiner Kirche aus dem Englischen in Fidschi.
Senilagakali war verheiratet und hatte fünf Kinder.